# نوروز در قرقیزستان
 نوروز در قرقیزستان  تنها یک روز است که به ۲۹ روز یا ۳۰ روز بودن اسفند بستگی دارد. اگر اسفند ۲۹ روز باشد اول فروردین و اگر ۳۰ روز باشد در روز دوم فروردین برگزار می‌شود.تاجیکهای قرقیزستان به این روز نوروز میگویند ولی قرقیزها از لفظ ناوروز استفاده میکنند 

## مراسم‌های نوروز در قرقیزستان
خانواده‌های قرقیزی از نخستین ساعات صبح روز عید از خانه‌هایشان بیرون می‌آیند و در میدان‌های بزرگ شهر جمع می‌شوند. در این میدان‌ها بازارهای موقت ایجاد می‌شوند که در آن انواع اجناس، خوردنی، پوشیدنی‌ها  و اسباب‌بازی‌ها عرضه می‌شوند.. این مراسم در شهرهای بزرگ ساعت‌ها به طول می‌انجامند و مراسمی از قبیل نمایش‌های سوارکاران با لباس‌های عشایری و جنگی در حالی که سلاح‌هایی نظیر شمشیر، خنجر، نیزه، سپر، تیرو کمان با خود حمل می‌کنند موجب می‌شود تا مردم زمان را فراموش کنند.

## غذای نوروزی
غذای نوروزی قرقیزها،سومولوک نام دارد که راجع به تاریخچه آن یک افسانه وجود دارد: یک زن بیوه که توان سیر کردن بچه‌هایش را نداشت برای آرام کردن بچه‌هایش چند قلوه سنگ داخل یک دیگ ریخت و ادعا کرد که مشغول پخت غذا است و روز بعد قلوه سنگها تبدیل به غذایی خوشبو شدند و زن و بچه‌ها که سر سفره نشستند احساس کردند که سر سفره جشن نشسته‌اند از آن روز سومولوک به غذای نوروزی قرقیزها تبدیل شد